# Pivovar Sázavského kláštera
Pivovar Sázavského kláštera v Sázavě-Černých Budech v okrese Benešov je bývalý pivovar, jehož ruiny stojí na pravém břehu řeky Sázavy u jezu. Spolu s areálem kláštera a mlýna je chráněn jako nemovitá kulturní památka České republiky; od roku 2008 má stupeň stavu 4 havarijní stav.

## Historie
Budovy pivovaru mají gotické založení a jako pivovar sloužily v letech 1663–1930. Areál je opuštěný a bez využití chátrá.

## Popis
Dlouhá přízemní stavba obdélného půdorysu byla původně krytá sedlovou střechou. Je postavena z kamene a dozdívána z cihel. V jižním průčelí má hrotité okénko a nárožní kvádry. Její střední věžovitá část s komínem pochází z mladší doby.